# Эрмитово сопряжённая матрица
Эрми́тово сопряжённая ма́трица (сопряжённо-транспони́рованная матрица) — матрица {\displaystyle A^{*}} с комплексными элементами, полученная из исходной матрицы {\displaystyle A} транспонированием и заменой каждого элемента комплексно сопряжённым ему.
Например, если:
{\displaystyle A={\begin{bmatrix}3+i&5\\2-2i&i\end{bmatrix}}}
то:
{\displaystyle A^{*}={\begin{bmatrix}3-i&2+2i\\5&-i\end{bmatrix}}}.
Эрмитово сопряжённые матрицы во многом играют ту же роль при изучении комплексных векторных пространств, что и транспонированные матрицы в случае вещественных пространств. Обобщение понятия эрмитово сопряжённой матрицы на бесконечномерные пространства — сопряжённый оператор.

## Определения и обозначения
Если исходная матрица {\displaystyle A} имеет размер {\displaystyle m\times n}, то эрмитово сопряжённая к {\displaystyle A} матрица {\displaystyle A^{*}} будет иметь размер {\displaystyle n\times m}, а её {\displaystyle (i,j)}-й элемент будет равен:
{\displaystyle \left(A^{*}\right)_{ij}={\overline {A_{ji}}}},
где {\displaystyle {\overline {z}}} обозначает комплексно сопряжённое число к {\displaystyle z} (сопряжённое число к {\displaystyle a+bi} есть {\displaystyle a-bi}, где {\displaystyle a} и {\displaystyle b} — вещественные числа).
Другая запись определения:
{\displaystyle A^{*}=\left({\overline {A}}\right)^{\text{T}}={\overline {{A}^{\text{T}}}}}.
Эрмитово сопряжённую матрицу обычно обозначают как {\displaystyle A^{*}} или {\displaystyle A^{H}} (от англ. Hermitian — эрмитова), но иногда применяются и другие обозначения, в частности, {\displaystyle A^{\dagger }} (в квантовой механике) и {\displaystyle A^{+}} (но редко используется, так как может быть спутано с обозначением для псевдообратной матрицы).
Если матрица {\displaystyle A} состоит из вещественных чисел, то эрмитово сопряжённая к ней матрица — это просто транспонированная матрица {\displaystyle A^{*}=A^{T}}, если {\displaystyle a_{ij}\in \mathbb {R} }.
Для квадратных матриц существует набор связанных определений — {\displaystyle A} называется:
- эрмитовой, если {\displaystyle A^{*}=A};
- антиэрмитовой или косоэрмитовой, если {\displaystyle A^{*}=-A};
- нормальной, если {\displaystyle A^{*}A=AA^{*}};
- унитарной, если {\displaystyle A^{*}A=AA^{*}=I}, где {\displaystyle I} — единичная матрица.

Свойства антиэрмитовых, нормальных и унитарных матриц могут быть выражены через свойства эрмитовых матриц и наоборот.

## Свойства
Взаимодействия с операциями матричной алгебры:
- {\displaystyle (A+B)^{*}=A^{*}+B^{*}} для любых двух матриц {\displaystyle A} и {\displaystyle B} одинаковых размеров;
- {\displaystyle (cA)^{*}={\overline {c}}A^{*}} для любого комплексного скаляра {\displaystyle c\in \mathbb {C} };
- {\displaystyle (AB)^{*}=B^{*}A^{*}} для любых матриц {\displaystyle A} и {\displaystyle B}, таких, что определено их произведение {\displaystyle AB} (в правой части равенства порядок перемножения матриц меняется на противоположный);
- {\displaystyle (A^{*})^{*}=A} для любой матрицы {\displaystyle A}.

Собственные значения, определитель и след меняются на сопряжённые у эрмитово сопряжённой матрицы, по сравнению с исходной.
Матрица {\displaystyle A} обратима тогда и только тогда, когда обратима матрица {\displaystyle A^{*}}; при этом:
{\displaystyle (A^{*})^{-1}=(A^{-1})^{*}}
{\displaystyle \langle Ax,y\rangle =\langle x,A^{*}y\rangle }
для любой матрицы {\displaystyle A} размера {\displaystyle m\times n} и любых векторов {\displaystyle x\in \mathbb {C} ^{n}} и {\displaystyle y\in \mathbb {C} ^{m}}. Обозначение {\displaystyle \langle \cdot ,\cdot \rangle } обозначает стандартное скалярное произведение векторов в комплексном векторном пространстве.
Матрицы {\displaystyle AA^{*}} и {\displaystyle A^{*}A} являются эрмитовыми и положительно-полуопределёнными для любой матрицы {\displaystyle A} (необязательно квадратной). Если {\displaystyle A} квадратная и невырожденная, то эти две матрицы будут положительно-определёнными.